# Torbernita
A torbernita ou torbernite, nomeada em homenagem ao químico sueco Torbern Bergman (1735-1784), é um mineral de fosfato, de cor verde, radioativo, encontrado em granitos e outras rochas portadoras de urânio, como mineral secundário.
É isoestrutural com um outro mineral de urânio, a autunita, sendo que a não exibição de fluorescência pela torbernita  constitui uma diferença notável entre os dois minerais.
Outros nomes utilizados para designar a torbernita são uranita de cobre e cupro-uranita.

## Usos da torbernita
Como mineral radioativo, a torbernita tem alguma expressão como minério de urânio. Os seus cristais distintos e de cor forte tornam-na desejada por colecionadores de minerais. Porém, a torbernita, tal como outros minerais hidratados, altera-se com a perda de moléculas de água. Essa perda de água conduz à alteração de todos os espécimes de torbernita para um seu pseudomorfo, a metatorbernita.
Uma vez que a torbernita é radioativa, os colecionadores deverão tomar as precauções apropriadas no seu manuseamento e armazenamento.

## Minerais associados
A torbernita ocorre frequentemente em conjunto com outros minerais de urânio, bem como minerais da rocha portadora. Entre eles incluem-se:
- autunita
- uraninita
- uranofano
- uranocircita
- topázio

## Identificação
O fator mais óbvio na identificação da torbernita é a sua radioatividade. Porém, uma vez que é muitas vezes encontrada juntamente com outros minerais radioativos, esse fator pode não ser de grande utilidade para a separação entre os vários minerais de urânio. O passo seguinte pode ser a distinção pela cor, uma vez que a torbernita é exclusivamente verde. O hábito cristalino pode ser útil mas é semelhante ao da autunita, da qual se distingue pela falta de fluorescência. No entanto, independentemente da identificação, é provável que pelo menos parte do espécime ter-se-á alterado para metatorbernita.